# آشپزی مالاویایی

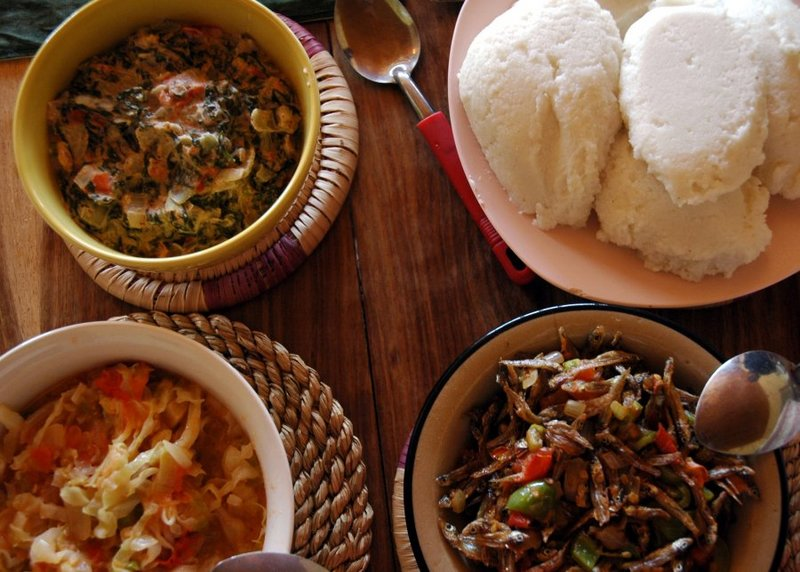
نشیما (گوشه سمت راست بالا) با سه گزک

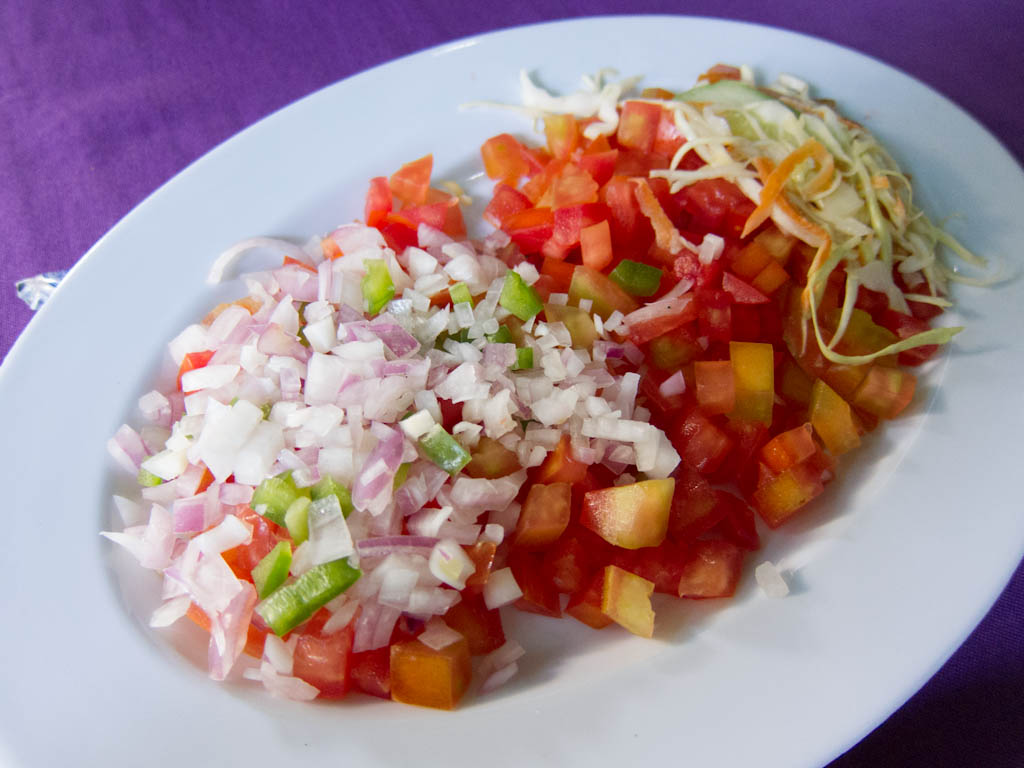
کچومبری

چای و ماهی از ویژگی‌های محبوب آشپزی مالاوی هستند. شکر، قهوه، ذرت، سیب‌زمینی، سورگوم، دام و بزها نیز از اجزای مهم آشپزی و اقتصاد هستند.
دریاچه مالاوی منبعی از ماهی‌ها از جمله چامبو (مشابه بریم)، اوسیپا (مشابه ساردین)، امپاسا (مشابه سالمون)، و کامپنگو است.
نسیما یک غذای اصلی است که از ذرت آسیاب شده تهیه می‌شود و با غذاهای جانبی مانند گوشت، لوبیا و سبزیجات سرو می‌شود. این غذا می‌تواند برای ناهار و شام خورده شود.
غذاهای اضافی مالاوی شامل:
- کچومباری، نوعی سالاد گوجه‌فرنگی و پیاز است که به‌طور محلی در مالاوی به‌عنوان سومو یا شوم یا به سادگی 'سالاد گوجه‌فرنگی و پیاز' شناخته می‌شود.
- توبوا، نوشیدنی تخمیری است که از ذرت سفید و ارزن یا سورگوم تهیه می‌شود.
- کوندوووله، از آرد کاساوا و آب تهیه می‌شود.[۲][۳] این غذا عمدتاً از شمال مالاوی است و غذایی بسیار چسبناک است که به نسیما مالاوی، اوگالی تانزانیایی یا پوشو اوگاندایی شباهت دارد. معمولاً به‌خاطر بافتش بر روی زمین پخته می‌شود زیرا معمولاً سخت است که چوب‌پخت را از آن عبور داد و بنابراین به قدرت زیادی نیاز دارد. کوندوووله معمولاً با ماهی خورده می‌شود.
- فوتالی
- نتوچی، نان موز

موقعیت مالاوی
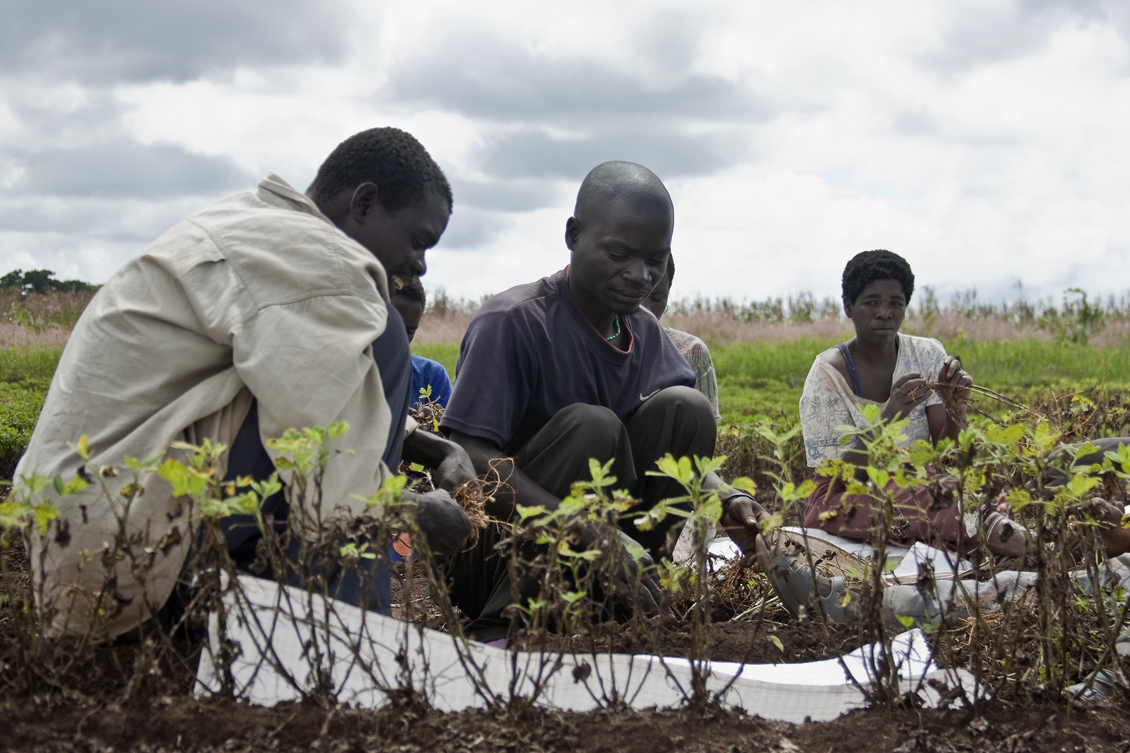
برداشت بادام زمینی در یک ایستگاه تحقیقات کشاورزی در مالاوی
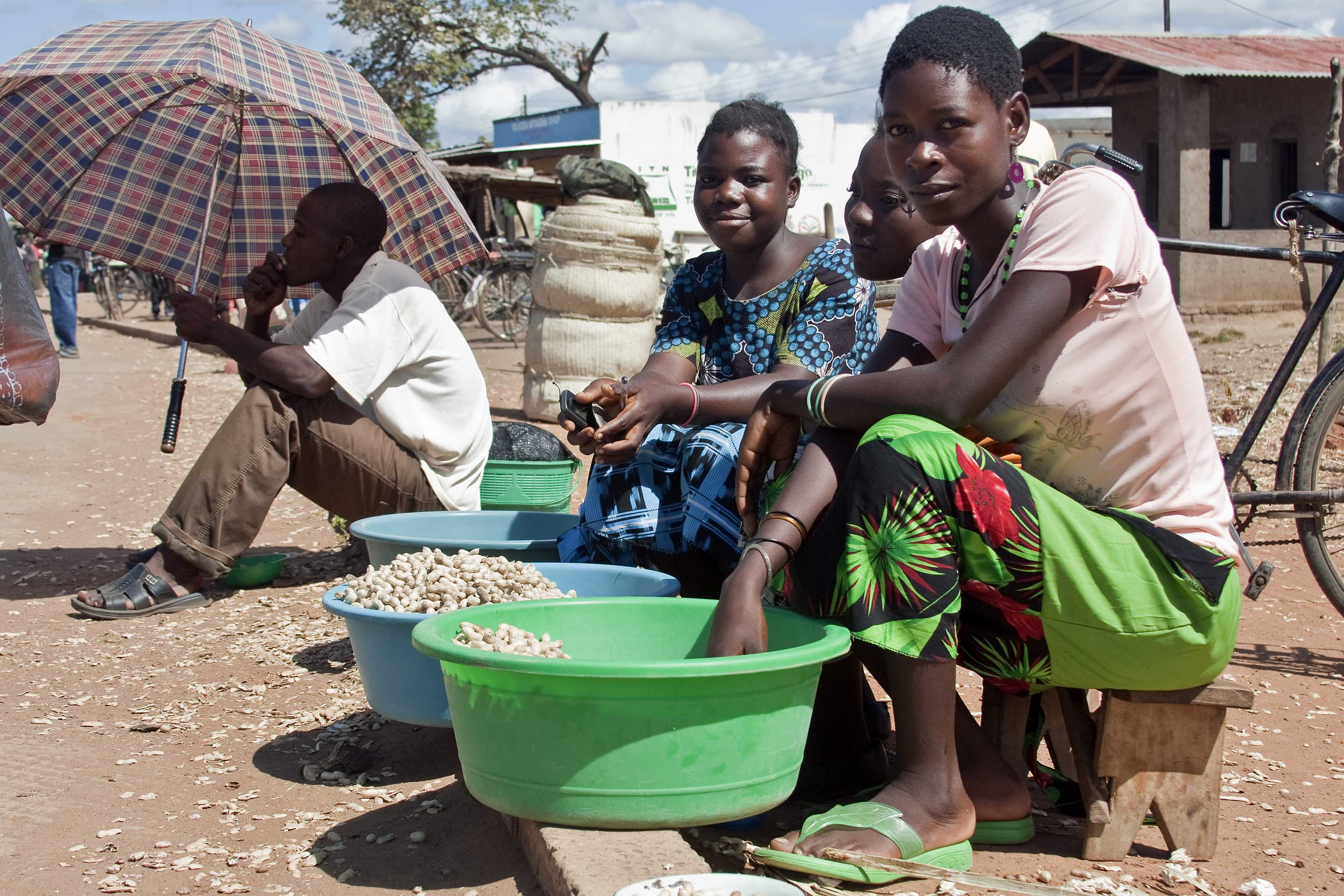
زنان در منطقه سلیما ، مالاوی، بادام زمینی می فروشند
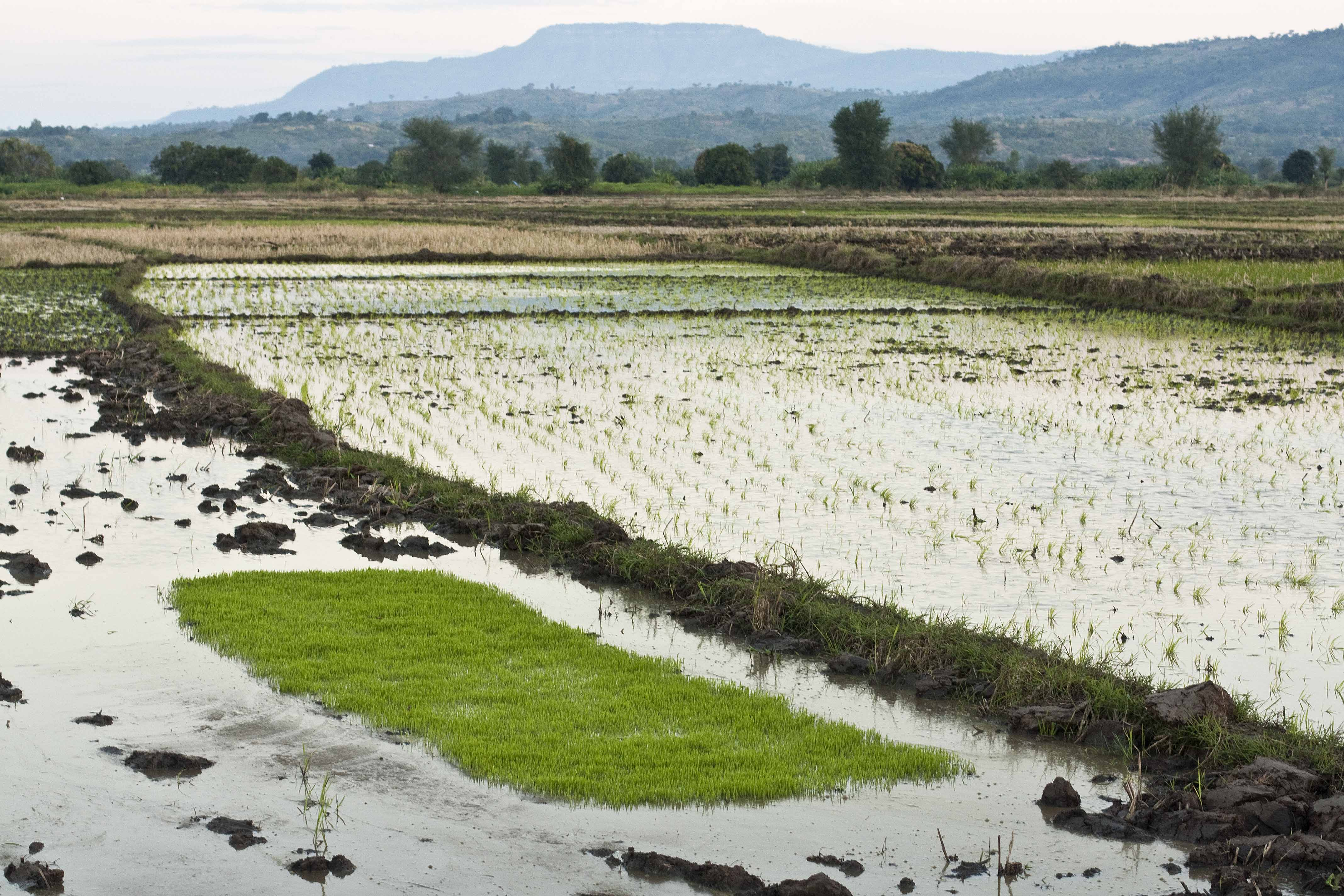
مزارع برنج در کارونگا
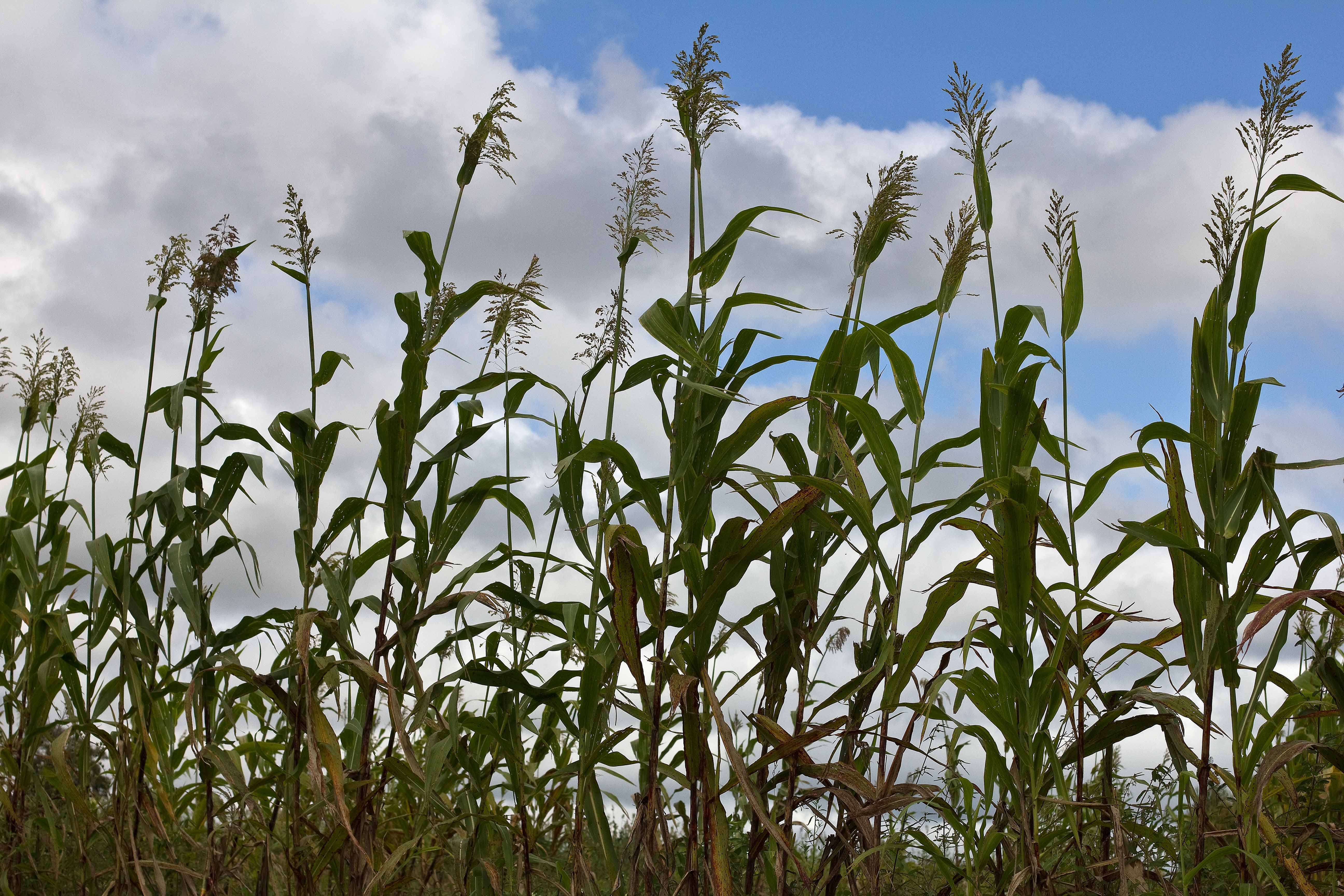
گونه محلی مالاوی از سورگوم

## ماهی
ماهی‌ها در مالاوی شامل اوتاکا، کاپنتا، کامپنگو، بومبه، ملانبا، میچنی، ماهی کره‌ای (که به‌عنوان باتالا شناخته می‌شود) و چامبو (ماهی معروف از دریاچه مالاوی) و دیگران هستند.
کوندوووله غذایی نیست که بتوان به‌صورت انبوه تهیه کرد به‌خاطر قوام و بافتش، بنابراین به‌طور مکرر مانند نسیما خورده نمی‌شود.